# Football Club Legnano 1926-1927
Questa pagina raccoglie le informazioni riguardanti il Football Club Legnano nelle competizioni ufficiali della stagione 1926-1927.

## Stagione

Angelo Rotondi, al Legnano dal 1925 al 1933 e dal 1940 al 1941

In questa stagione i Lilla confermano la rosa del campionato precedente. Nella stagione 1926-1927, la prima per il Legnano in Prima Divisione (ora nome della serie cadetta), la squadra arriva terza nel girone B a 23 punti, alle spalle di Novara (primo a 30 punti) e Biellese (seconda a 24 punti). Il Legnano non riesce quindi ad essere promosso in Divisione Nazionale, nuovo nome del massimo livello del calcio italiano, obiettivo che è invece raggiunto per la prima volta dai rivali della Pro Patria, squadra della confinante Busto Arsizio: il Legnano perde quindi il ruolo di unico riferimento calcistico dell'Alto Milanese.
In questa stagione il Legnano partecipa per la prima volta alla Coppa Italia. In questa competizione viene eliminato al secondo turno dal Bologna. Questa stagione della coppa nazionale è particolare: viene sospesa - e non più ripresa - nei sedicesimi di finale perché mancano date libere per disputare gli incontri.

## Divise
| Casa |

## Organigramma societario
Area direttiva
- Presidente: cav. uff. Ernesto Castiglioni

Area tecnica
- Allenatore: Primo Colombo

## Rosa
| N. |                   | Ruolo | Calciatore        |
| -- | ----------------- | ----- | ----------------- |
|    | Italia (bandiera) | C     | Giuseppe Bigogno  |
|    | Italia (bandiera) | D     | Guido Castoldi    |
|    | Italia (bandiera) | D     | Bruno Colombo     |
|    | Italia (bandiera) | C     | Massimo Comerio   |
|    | Italia (bandiera) | D     | Mario Comi        |
|    | Italia (bandiera) | A     | Camillo Ferrè     |
|    | Italia (bandiera) | C     | Lino Festa        |
|    | Italia (bandiera) | C     | Attilio Gerola    |
|    | Italia (bandiera) | A     | Francesco Landini |

| N. |                   | Ruolo | Calciatore       |
| -- | ----------------- | ----- | ---------------- |
|    | Italia (bandiera) | C     | Gaspare Landoni  |
|    | Italia (bandiera) | A     | Battista Mezzera |
|    | Italia (bandiera) | D     | Elio Pagani      |
|    | Italia (bandiera) | A     | Italo Rossi      |
|    | Italia (bandiera) | P     | Angelo Rotondi   |
|    | Italia (bandiera) | C     | Antonio Severi   |
|    | Italia (bandiera) | C     | Carlo Sora       |
|    | Italia (bandiera) | A     | Giuseppe Tosi    |

## Risultati

### Qualificazione per l'accesso nella Divisione Nazionale
| Verona 29 agosto 1926 Primo turno | Legnano | 2 – 0 | Udinese |  |

| Arbitro: | Turbiani (Ferrara) |

|                                 |           |             |
| Avalle 13’, 34’, 80’ Tosini 50’ | Marcatori | 40’ Bigogno |

### Prima Divisione (girone A)

#### Girone d'andata
| Savona 3 ottobre 1926 1ª giornata | Speranza      | 0 – 0 | Legnano | \| Arbitro: \| Aebi (Milano) \| |
| Arbitro:                          | Aebi (Milano) |       |         |                                 |

| Arbitro: | Ferro (Milano) |

|                     |           |             |
| Severi 5’ Rossi 32’ | Marcatori | 55’ Morando |

| Arbitro: | Manzotti (Milano) |

|                          |           |  |
| Rossi (N) 55’ Crotti 75’ | Marcatori |  |

| Savona 24 ottobre 1926 4ª giornata | Savona         | 0 – 0 | Legnano | \| Arbitro: \| Lerni (Torino) \| |
| Arbitro:                           | Lerni (Torino) |       |         |                                  |

| Arbitro: | Parodi (Rivarolo Ligure) |

|                                               |           |                        |
| Mezzera 12’ Comi 30’ V. Colombo 87’ Rossi 89’ | Marcatori | 17’ Mocca 42’ Magretti |

| Arbitro: | Casetta (Milano) |

|                       |           |               |
| Rossi 22’ Mezzera 52’ | Marcatori | 41’ Seccatore |

| Arbitro: | Mattea (Casale Monferrato) |

|             |           |               |
| Gazzola 30’ | Marcatori | 47’, 55’ Comi |

| Arbitro: | Lenti (Genova) |

|          |           |            |
| Rossi 8’ | Marcatori | 25’ Papini |

| Arbitro: | Beretta (Novi Ligure) |

|                                     |           |             |
| Nespolo 10’ Marchionneschi 35’, 61’ | Marcatori | 71’ Landini |

#### Girone di ritorno
| Arbitro: | Actis (Vercelli) |

|                       |           |              |
| Landoni 55’ Rossi 63’ | Marcatori | 44’ Giacoppo |

| Arbitro: | Dani (Genova) |

|                    |           |  |
| Morando 59’ (rig.) | Marcatori |  |

| Arbitro: | Musso (Torino) |

|                       |           |  |
| Ferrè 47’ Landini 48’ | Marcatori |  |

| Arbitro: | Vedda (Vercelli) |

|                      |           |  |
| Ferrè 63’ Severi 85’ | Marcatori |  |

| Arbitro: | Lenti (Genova) |

|                     |           |                      |
| Magretti 10’ (rig.) | Marcatori | 54’ Severi 76’ Rossi |

| Arbitro: | Parodi (Rivarolo Ligure) |

|                      |           |           |
| Schachinger 21’, 70’ | Marcatori | 75’ Rossi |

| Arbitro: | Ferro (Milano) |

|           |           |              |
| Rossi 88’ | Marcatori | 18’ Genovesi |

| Arbitro: | Reichlin (Napoli) |

|                        |           |          |
| Tognotti II 89’ (rig.) | Marcatori | 47’ Sora |

| Arbitro: | Dalle Mole (Vicenza) |

|            |           |  |
| Severi 59’ | Marcatori |  |

### Coppa Italia

#### Secondo turno eliminatorio
| Arbitro: | Ferro (Milano) |

|  |           |              |
|  | Marcatori | 20’ Schiavio |

## Statistiche

### Statistiche di squadra
| Competizione    | Punti | Totale | Totale | Totale | Totale | Totale | Totale | DR |
| Competizione    | Punti | G      | V      | N      | P      | Gf     | Gs     | DR |
| --------------- | ----- | ------ | ------ | ------ | ------ | ------ | ------ | -- |
| Prima Divisione | 23    | 18     | 9      | 5      | 4      | 24     | 18     | +6 |
| Coppa Italia    | -     | 1      | 0      | 0      | 1      | 0      | 1      | -1 |

### Statistiche dei giocatori
| Giocatore   | Prima Divisione | Prima Divisione | Coppa Italia | Coppa Italia | Totale   | Totale |
| Giocatore   | Presenze        | Reti            | Presenze     | Reti         | Presenze | Reti   |
| ----------- | --------------- | --------------- | ------------ | ------------ | -------- | ------ |
| G. Bigogno  | 8               | 0               | 0            | 0            | 8        | 0      |
| G. Castoldi | 10              | 0               | 1            | 0            | 11       | 0      |
| B. Colombo  | 8               | 1               | 0            | 0            | 8        | 1      |
| M. Comerio  | 1               | 0               | 0            | 0            | 1        | 0      |
| M. Comi     | 18              | 3               | 1            | 0            | 19       | 3      |
| C. Ferrè    | 16              | 2               | 1            | 0            | 17       | 2      |
| L. Festa    | 1               | 0               | 0            | 0            | 1        | 0      |
| A. Gerola   | 18              | 0               | 1            | 0            | 19       | 0      |
| F. Landini  | 18              | 2               | 1            | 0            | 19       | 2      |
| G. Landoni  | 17              | 1               | 1            | 0            | 18       | 1      |
| B. Mezzera  | 14              | 2               | 1            | 0            | 15       | 2      |
| E. Pagani   | 18              | 0               | 1            | 0            | 19       | 0      |
| I. Rossi    | 17              | 8               | 1            | 0            | 18       | 8      |
| A. Rotondi  | 18              | 0               | 1            | 0            | 19       | 0      |
| A. Severi   | 11              | 4               | 1            | 0            | 12       | 4      |
| C. Sora     | 3               | 1               | 0            | 0            | 3        | 1      |
| G. Tosi     | 2               | 0               | 0            | 0            | 2        | 0      |